# Ліщук Володимир Давидович
Володимир Давидович Ліщук (15 жовтня 1931, село Черче, тепер Чемеровецького району Хмельницької області — 11 листопада 1980, село Летава Чемеровецького району Хмельницької області) — український радянський діяч, новатор сільськогосподарського виробництва, голова колгоспу імені Леніна села Летави Чемеровецького району Хмельницької області. Герой Соціалістичної Праці (24.12.1976). Депутат Верховної Ради УРСР 10-го скликання (1980 рік).

## Біографія
Народився в селянській родині. Закінчив семирічну школу в селі Черче Чемеровецького району Кам'янець-Подільської області. Трудову діяльність розпочав у 1950 році колгоспником. Служив у Радянській армії.
Закінчив сільськогосподарський технікум. Після закінчення технікуму з 1958 року працював бригадиром рільничої бригади; заступником голови і секретарем партійної організації колгоспу імені Постишева Чемеровецького району Хмельницької області; агрономом колгоспу «Перемога» Чемеровецького району Хмельницької області.
Член КПРС з 1959 року.
Освіта вища. Закінчив Кам'янець-Подільський сільськогосподарський інститут Хмельницької області.
У 1965—1970 роках — голова колгоспу «Світанок» Чемеровецького району Хмельницької області.
У 1970 — 11 листопада 1980 року — голова ордена Леніна колгоспу імені Леніна села Летави Чемеровецького району Хмельницької області.

## Нагороди та звання
- Герой Соціалістичної Праці (24.12.1976)
- два орденів Леніна (, 24.12.1976)
- орден Жовтневої Революції
- медалі